# Gustav Barthel (Kunsthistoriker)
Gustav Barthel (* 6. Juni 1903 in Darmstadt; † 26. Januar 1973) war ein deutscher Kunsthistoriker.

## Leben
Nach dem Besuch des Gymnasiums in Darmstadt bis zum Abitur 1922 erlernte er zunächst einen kaufmännischen Beruf und studierte daneben Volkswirtschaftslehre in Darmstadt und Leipzig. Unter dem Einfluss von Wilhelm Pinder studierte er seit dem Wintersemester 1925/26 Kunstgeschichte in Leipzig, München und Frankfurt. In Frankfurt wurde er im Februar 1930 bei Rudolf Kautzsch promoviert.
Seit 1930 war er Assistent am Kölner Kunstgewerbemuseum. Barthel trat zum 1. Mai 1933 der NSDAP bei (Mitgliedsnummer 2.101.917). 1935 begann er als Kustos an den Städtischen Kunstsammlungen (Schlesisches Museum für Kunstgewerbe und Altertümer und Schlossmuseum) in Breslau, ab 1937 war er als Nachfolger von Heinrich Kohlhaussen deren Direktor. Nach dem deutschen Überfall auf Polen schrieb er mit Kajetan Mühlmann Schriften, in denen argumentiert wurde, Polen sei eigentlich Teil von Deutschland. Auch beteiligte er sich am Kunstraub in Polen.
Nach dem Krieg war er von 1952 bis zu seinem Ruhestand 1969 als Oberstudiendirektor Direktor der Höheren Fachschule für das Graphische Gewerbe in Stuttgart (ab 1967 Staatliche Ingenieurschule für Wirtschafts- und Betriebstechnik der graphischen Industrie). 1970 erhielt er das Bundesverdienstkreuz 1. Klasse.

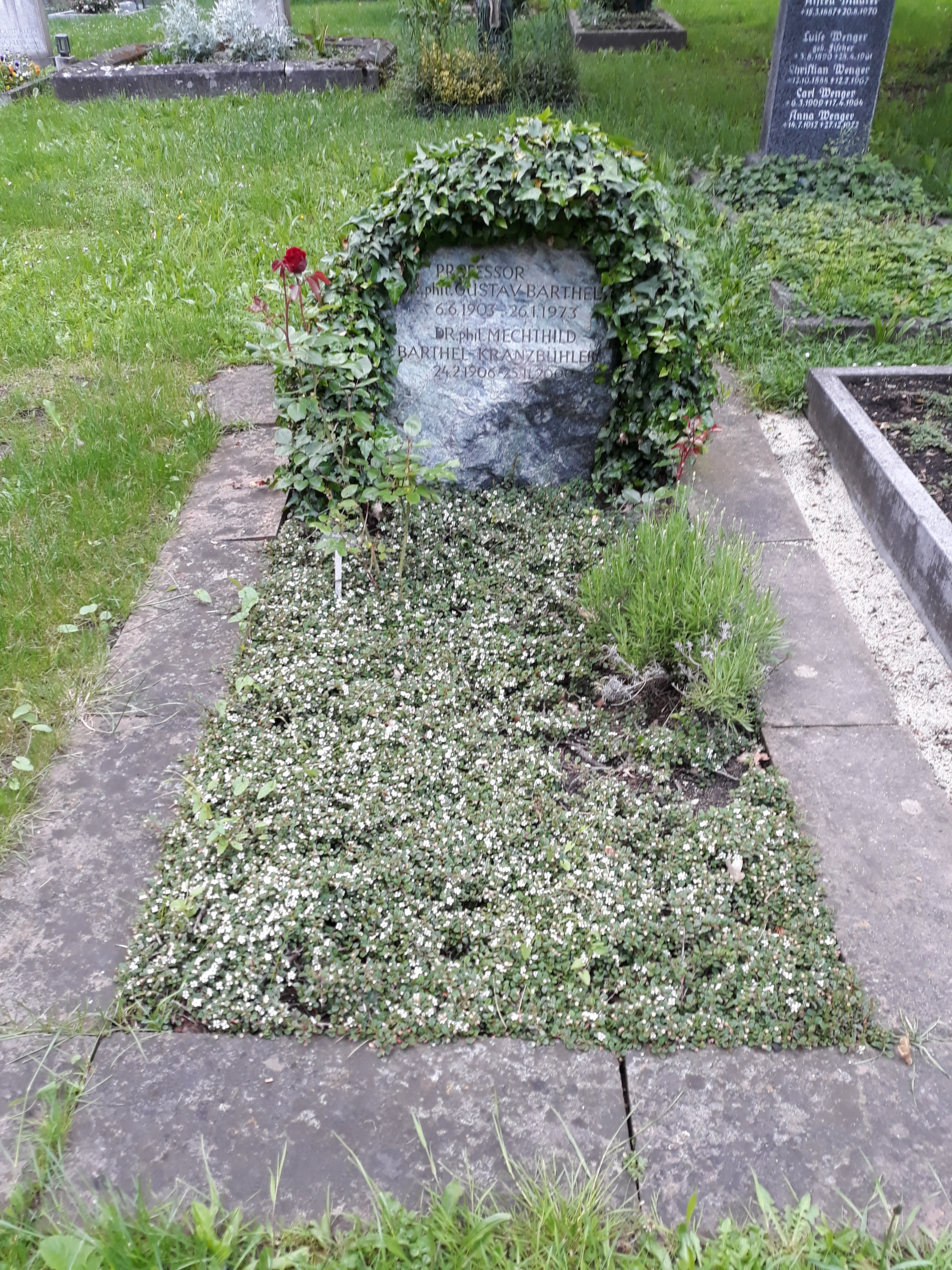
Grab Gustav Barthel, Pragfriedhof Stuttgart

## Veröffentlichungen (Auswahl)
- Entwicklungsgeschichte der Bamberger Plastik vom Ende des 17. bis zum Ausgang des 18. Jahrhunderts. Dissertation. Köln 1933 (mit Lebenslauf).
- Barockkirchen in Altbayern und Schwaben. Deutscher Kunstverlag, Berlin 1938. 2. Auflage 1941. Deutscher Kunstverlag, Berlin/München 1950, Neubearbeitung unter dem Titel Barockkirchen in Altbayern, Schwaben und in der Schweiz. 1971.
- mit Kajetan Mühlmann: Krakau. Hauptstadt der deutschen Generalgouvernements Polen. Gestalt und künstlerische Leistung einer deutschen Stadt im Osten. Korn, Breslau 1940.
- mit Kajetan Mühlmann: Sichergestellte Kunstwerke im Generalgouvernement. Korn, Breslau 1940 (Digitalisat).
- Die Ausstrahlungen der Kunst des Veit Stoß im Osten. Bruckmann, München 1944.
- Der Stätte Königin. Das Stadtbild Breslaus in der Schau des Künstlers. Breslau 1944.
- Geschichte der deutschen Kunst. Schwaab, Stuttgart 1949.
- Ammergauer Lüftlmalereien (= Große Baudenkmäler. 127). Deutscher Kunstverlag, Berlin/München 1950.
- Der Kunstführer. Bauten und Denkmäler in der Bundesrepublik Deutschland. Bertelsmann-Lesering, Gütersloh 1961.
- mit Ulrich C. A. Krebs (Hrsg.): Das Druckwerk. Gestaltung und Herstellung von Büchern und Werbedrucksachen. 2 Bände. Berliner Union, Stuttgart 1963.
- mit Walter Stähle, Albert Rahmer: Gestalt und Ausdruck der Antiqua. Staatliche Ingenieurschule für Druck Stuttgart Jahresgabe 1970. Staatliche Ingenieurschule für Druck, Stuttgart, Stuttgart 1970.
- Konnte Adam schreiben? Weltgeschichte der Schrift. DuMont Schauberg, Köln 1972.